# Arktik
Arktik, polarno područje oko Sjevernog pola, površine oko 26 400 000 km2.

## Geografski položaj i granice Arktika
Obuhvaća Sjeverni ledeni ocean s njegovim rubnim morima, veći broj otoka i uži pojas sjeverno američkog i euroazijskog kontinenta. Južna granica Arktika, ponekad se obilježava na sjevernoj polarnici, ne može se odrediti geografskom širinom, zbog utjecaja toplih morskih struja i prodora hladnih zračnih masa. Sjeverna obala Norveške, na primjer, nije pod ledom iako leži sjeverno od polarnice, a južni Grenland iako južnije od nje, stalno je pod ledom. Dolina Yukona na Aljaski pripada Arktiku iako leži južnije od polarnice. Zato je pravilnije kao granicu uzimati vegetaciju ili utjecaj polarne klime koja se kreće uglavnom oko srednje srpanjske (najtoplijeg mjeseca) izoterme od 10°C. Preko srednjeg dijela (Sjevernog ledenog oceana) Arktik spaja dva najveća i najnaseljenija kontinenta — Euroaziju i Ameriku, na pravcu njihove najkraće prostorne veze, ali ih ujedno i razdvaja svojim klimatskim (polarnim) osobinama, posebno ledenim pokrivačem. S toplim oceanima, Atlantskim i Tihim, Arktik je vezan sa svega četiri prolaza. Prema Atlantskom oceanu vode tri zapadna prolaza. Najširi, najudobniji i najbliži važnim pomorskim putevima je između Norveške i Islanda, manje pogodan je Danski prolaz između Islanda i Grenlanda, a najuži i najnepogodniji je Davisov prolaz između Grenlanda i Baffinovog otoka. Davisov prolaz preko Lancasterovog prolaza vezan je sa Sjeverozapadnim prolazima, a preko ovih s Beaufortovim morem i srednjim dijelom Sjevernog ledenog oceana. Na istoku, prema Tihom oceanu, vodi samo Beringov prolaz širok oko 85 km, koji razdvaja na najkraćem pravcu SAD (Aljaska) i Rusiju (Čukotski poluotok), odnosno Ameriku i Aziju. Pomorska veza duž sjevernih obala oba kontinenta značajna je s obzirom na položaj obala, protezanje i odnose prostora, a naročito za Rusiju, kao najkraću veza između njezinih SZ područja i Tihog oceana. Uz sjevernu obalu od Murmanska do Vladivostoka pravcem Arkangelsk — Novy Port (rus. Но́вый Порт) — Igarka — Anadir (rus. Ана́дырь) ima oko 11 000 km. Dok preko Panamskog kanala oko 25 000, a preko Sueskog kanala oko 24 000 km. Prostorni odnosi Arktika sa sjevernom Europom, Amerikom i Azijom najpovoljniji su za zračni promet. Najkraći zračni putevi između Azije i Amerike, sjeverno od 45 paralele, prelaze Arktik i Sjeverni pol.

## Sjeverni ledeni ocean
Sjeverni ledeni ocean s rubnim morima (Čukotskim — Чукотское море, Istočnosibirskim — Восто́чно-Сиби́рское море, Laptevskim — Ла́птевых море, Karskim, Barentsovim, Linkolnovim — Lincoln Sea, Morem princa Gustava Adolfa — Prince Gustav Adolf Sea i Beaufortovim) obuhvaća oko 14 000 000 km2. Površina velikog dijela oceana i mora, sve do kontinentalnih obala, pokrivena je ledenim pokrivačem debljine do 4 m, koji se uglavnom kreće s istoka prema zapadu preko Sjevernog pola. Ljeti se otapa samo mali dio, ali lomljenjem ledenog pokrivača, sudaranjem i međusobnim prebacivanjem santi, stvaraju se ledene gomile koje također onemogućuju plovidbu površinskim brodovima. Na ledenom pokrivaču pojavljuju se otvorene vodene površine i pukotine, što također znatno otežava kretanje po njemu. Ima ledenih santi većih dimenzija, naročito u blizini Sjevernog pola, koje su pogodne za organiziranje baza i zračnih luka u znanstvene i vojne svrhe. Kidanjem ledenjaka kontinentalnog leda uglavnom na Grenlandu u more se spuštaju ledeni brjegovi i sante, pa nošeni strujom prolaze između Amerike i Europe gdje ugrožavaju plovidbu. Uži obalni pojas uz euroazijsku obalu je ljeti pogodniji za plovidbu nego sjevernoamerički.

## Arktičko kopno
Arktičko kopno, otoci i kontinentalni pojas, obuhvaćaju eko 12 400 000 km2. Otoci se mogu podijeliti u dvije skupine:
| Zapadna skupina (Beringov prolaz – Grenland) | Istočna skupina (Euroazijska) |
| -------------------------------------------- | ----------------------------- |
| Aleutski otoci                               | Medvjeđi otok                 |
| Aleutski otoci                               | Svalbard                      |
| Aleutski otoci                               | Jan Mayen                     |
| Aleutski otoci                               | Kolgujev                      |
| Kanadsko arktičko otočje                     | Vajgač                        |
| Kanadsko arktičko otočje                     | Nova zemlja                   |
| Kanadsko arktičko otočje                     | Zemlja Franje Josipa          |
| Kanadsko arktičko otočje                     | Sjeverna zemlja               |
| Kanadsko arktičko otočje                     | Novosibirski otoci            |
| / Grenland                                   | Medvjeđi otoci                |
| / Grenland                                   | Otok Wrangel                  |
| / Grenland                                   | Manji otoci u Rusiji          |

Geološki sastav ovih otoka je staro (kristalni škriljevac i granit) s mlađim naslagama te eruptivno kamenje. Reljef je raznolik, dijelom nizinski, a dijelom planinski. Ima srednjih i visokih planina, naročito na otocima Kanadskog arktičkog arhipelaga (Ellesmere — Ellesmere Island, 3049 m). Ima mnogo golog stijenja, a pedološki pokrivač, gdje postoji, vrlo je oskudan. Obale su teško pristupačne, iako na mnogim otocima prilično razvedene.

## Kontinentalni pojas
Kontinentalni pojas Arktika je različitog reljefa, pretežno nizinski, ali ima srednjih i visokoplaninskih dijelova, naročito s obje strane Čukotskog mora. Najviši predjeli su Brooksove planine (Brooks Range) na Aljaski (3048 m) i Anadirske planine (Анадырское нагорье) u Rusiji (2320 m), zatim neki dijelovi između Lene i Indigirke (1527 m) i na Tajmiru (Таймыр). Tlo ovog pojasa sastavljeno je od morskih i glacijalnih sedimenata, gline i pijeska.
U pedološkom i fitogeografskom pogledu euroazijski kontinentalni priobalni pojas (sjeverni dio Skandinavije, poluotoci Kanin, Jamal — Ямaл, dijelovi Tajmira i Čukotskog poluotoka) pripadaju tundri koja se javlja i na nekim primorskim otocima. U Kanadi i na Aljaski pojas tundre se spušta južnije, sve do 60°N. Zemlja je zamrznuta do 1 – 1,5 m u dubinu, a ljeti se otopi samo gornjih 10 – °15 cm. Ovaj pojas je vrlo slabo naseljen i teško prohodan.

## Vegetacija
Vegetacijsko razdoblje je lipanj – kolovoz. U kontinentalnom pojasu tundri biljke su oskudne, pripijene uz tlo (lišajevi, mahovine, niske vrbe i breze). Na vlažnom tlu raste obično mahovina, a na suhom (pjeskovitom) lišaji. Na otocima, sjevernije od ovog pojasa, vegetacija je još oskudnija. Tu nastaje hladna, kamenita pustinja s mahovinom i mjestimično sa snježnim algama. U području polarnog ledenog pokrivača kopno predstavlja ledenu pustinju, skoro bez ikakve vegetacije. Kopno Arktika pokriveno je ledom oko 2 100 000 km2 (na Grenland otpada oko 1,860,900 km2).

## Klima
Klima na Arktiku je vrlo hladna, s dugom polarnom noći (oko Sjevernog pola šest mjeseci). Magle su česte, naročito tamo gdje se sudaraju tople i hladne morske i zračne struje. Količina padalina je mala (od 200 – 400 mm godišnje). Idući k Sjevernom polu padalina je sve manje, snijeg je vrlo sitan, praćen jakim vjetrovima i olujama. Kiše ima malo ljeti i početkom zime. Pojas tundri ima temperature zimi (siječanj – ožujak) -30°C, a ljeti (lipanj – kolovoz) od 5 – 9°C. Sjevernije temperature su sve niže, pa skoro 9 mjeseci godišnje iznose od -20°C do -40°C, a na Kanadskom arktičkom otočju i do -60°C. Najniže temperature zabilježene su u Sibiru (Verhojansk — Верхоянск, -68°C i Ojmjakon — Оймякон, -71 °C).

## Promet
Promet na Arktiku se obavlja pod vrlo teškim uvjetima slabe prohodnosti i nepristupačnosti. Na kontinentalnom dijelu kopna prilaze prema Arktiku ometaju spoj reljefa, klimatski uvjeti i nedostatak komunikacija. Za unutrašnju potrebu razvijen je zračni promet, a međunarodni se redovno odvija preko Sjevernog pola, na liniji Kopenhagen – Tokio, San Francisco – London i San Francisco – Kopenhagen.
Za vezu s unutrašnjošću kontinenta intenzivno se izgrađuju kopnene komunikacije. Od američkih baza s Aljaske i kanadskih iz sjeverne Kanade vode ceste prema obali Tihog oceana. Aljasku sa SAD preko Kanade povezuje autocesta Alkan (ALCAN, skraćenica Aljaska – Kanada), izgrađen u Drugom svjetskom ratu (1942.) radi povezivanja američkih zrakoplovnih baza na Aljaski s Dawson Creekom u Kanadi.
Za lokalni promet koriste se i sva ostala prometna sredstva, odgovarajuća motorna vozila, saonice, polarni psi i sobovi. Zahvaljujući istraživanjima i razvoju tehnike (posebno ledolomci među kojima i na nuklearni pogon i brojne radiometeorološke stanice) omogućena je arktička plovidba Sjevernim morskim putem, Murmansk – Vladivostok preko Arkangelska, Saleharda (na ušću Oba), Dudinke (na ušću Jeniseja — Енисе́й), Nordvika (na ušću Hatange) i Tiksija (na ušću Lene). Za ispitivanje mogućnosti transporta nafte s Aljaske u SAD najkraćim morskim putem tanker SS Manhattan uspješno je prošao 1969. sjeverne obale Kanade kroz Sjeverozapadne prolaze do Aljaske. Za istraživanje mogućnosti stalne plovidbe ovim putevima izgrađen je veliki broja stanica za proučavanje leda i klime.

## Prirodna i životinjska bogatstva
Arktik je bogat životinjskim svijetom. Od posebnog značaja je sob (glavna domaća, ali i divlja životinja), mošusno govedo, vuk, lisica, hermelin, polarni medvjed i mnoge vrste, ptica. Ocean i mora bogati su zoo i fitoplanktonima te raznovrsnim ribama od kojih se dobiva mast, ulje, meso i koža. Zemlja je bogata i rudama naročito ugljenom (najviše se iskorištava na Svalbardu), zatim bakrom, zlatom i naftom a(Aljaska, a i u novije vrijeme i ruski arktički predjeli), kriolitom, a Kanada je bogata i uranijem, što još više ističe gospodarski značaj Arktika.

## Stanovništvo i gradovi
Stanovništvo je malobrojno; računa se da na Arktiku oko 500,000 ljudi. Starosjedioci (Eskimi, Saami, Čukči, Jukagiri, Evenki, Samojedi, i druge manje skupine) su raspršeni po malim naseljima koja se grade i u ledu. Bave se pretežno lovom i ribolovom, djelomično stočarstvom, a ima i nomada. Dolaskom ljudi s kontinenta, izgradnjom znanstvenih i vojnih stanica i baza, interesiranje za rudna bogatstva, organiziranjem lova i ribolova, nastaju nova naselja prilagođena uvjetima života dostignućima tehnike. Značajan broj naselja izgrađen je u okviru vojnih baza, meteoroloških i radarskih stanica. Thule Air Base na Grenlandu je velika vojna baza SAD-a. Na Aljaski i u Kanadi nalaze se vojne baze Marks Air Force Base (Nome), Fort Wainwright (Fairbanks), Point Barrow Long Range Radar Site (Point Barrow), Joint Base Elmendorf-Richardson (Anchorage), HMCS Aklavik (Aklavik) i druge. Slična naselja podižu se i na suprotnoj strani, otocima i kopnu SSSR-a, odnosno Rusije. Melioracijom tundri, prvenstveno obalnog pojasa, odvodnjom i drugim mjerama, postepeno se mijenja izgled tla i poboljšavaju uvjeti života.
Kanada i SSSR proglasile su 1926. suverenitet nad otocima koja drže, i nad svima koja će ubuduće biti otkrivena između njihovih kopnenih obala i Sjevernog pola. Prema sektorskoj podjeli, koju nisu priznale sve države, na SSSR-u bi pripao 161°, Kanadi 81°, Danskoj 60°, SAD-u 28° i Norveškoj 21°.

## Istraživanje Arktika

### Prvi istraživači
Normani su se iskrcali na Island i JZ dio Grenlanda u 9. i 10. stoljeću. Od 15. do polovice 19. stoljeća razni pomorci (John Cabot, Jacques Cartier, John Davis, William Baffin, John Ross, John Franklin, Martin Frobisher i Henry Hudson) prodiru rema sjeveru i pokušavaju proći Sjeverozapadnim prolazima. Na istočnoj strani Rusi dolaze 1638. do obala Ohotskog mora, zatim zauzimaju sjeverni Sibir i izbijaju na Čukotski poluotok. Istraživači Vitus Bering, Semjon Čeljuskin (Семён Иванович Челюскин), Willem Barents i drugi pokušavaju proći uz sjevernu euroazijsku obalu. Vitus Bering je 1728. pronašao prolaz, koji je i po njemu i nazvan. U drugoj polovici 19. i početkom 20. stoljeća ekspedicije polaze na istraživanje Arktika. Isaac Israel Hayes 1860. i Fridtjof Nansen 1881. istrBrojeivažuju Grenland, a Amerikanac Robert Peary 1891. – 1892. otkriva njegovu sjevernu obalu. Prve međunarodne polarne godine 1882. – 1884. austrougarskoj ekspediciji koju vodi Julius von Payer sudjeluje veći broj mornara Dalmatinaca. Ova ekspedicija otkrila je Zemlju Franje Josipa. Fridtjof Nansen 1893. – 1894. ribarskim brodom stiže do Novosibirskih otoka i Sjevernog pola. Kroz Sjeveroistočni prolaz prvi je prošao švedski istraživač Nils Nordenskiöld 1879., a kroz Sjeverozapadne prolaze Norvežanin Roald Amundsen 1903. – 1906. Robert Peary prvi je stigao na Sjeverni pol 6. travnja 1909. psećom zapregom.

### Do Drugog svjetskog rata
Razvoj zrakoplovstva otvara nove mogućnosti za istraživanje Arktika. Šveđanin Salomon Andrée pošao je prvi balonom 11. srpnja 1897. sa Svalbarda prema Sjevernom polu, ali je pao i poginuo. Američki admiral Richard E. Byrd zrakoplovom Fokker F-VIII nadletio je 9. svibnja 1926. Sjeverni pol, a Roald Amundsen na talijanskom zračnom brodu Norge 12. svibnja 1926. Talijanski general Umberto Nobile je nadlijetajući Sjeverni pol 23. svibnja 1928. zračnim brodom Italia, doživio katastrofu, ali ga je spasao sovjetski ledolomac. Sovjeti s ledolomcima 1930. stižu do 81°47', a Australac George Wilkins i Norvežanin Otto Neumann Sverdrup podmornicom Nautilus sa Svalbarda do 82°N.
Od 1930. do Drugog svjetskog rata naročito su aktivni sovjetski istraživači koji istražuju središnji dio Sjevernog ledenog oceana. Ivan Papanin (Иван Дмитриевич Папанин) 1937. – 1938. na ledenoj santi od 3 km promjera, a 1937. – 1940. sovjetski istraživači ploveći na ledolomcu Georgij Sedov (Георгий Седов) istražuju područje SI od Grenlanda. Sovjetski piloti Valerij Čkalov i Mikhail Gromov 1937. prelijeću Sjeverni pol i spuštaju se u Kanadu i SAD. Posebice su aktivne sovjetske znanstvene stanice Sjeverni pol 1, 2, 3 i 4. Kanadski brod u tijekom ljeta 1944. prolazi kroz Sjeverozapadne prolaze.

### Nakon Drugog svjetskog rata
Poslije Drugog svjetskog rata istraživanja Arktika se nastavljaju, prvenstveno radi izgradnje vojnih i zrakoplovnih baza. SSSR, SAD i Kanada poslije istraživanja Arktika zrakoplovima, osnivaju 1946. arktičke istraživačke institute. Postoji 5 ovakvih instituta koji sustavno proučavaju Arktik i šalju ekspedicije: u Fairbanksu, Montréalu, Parizu, Oslu i Sankt Peterburug. Najznačajnije znanstvena istraživanja su britanske ekspedicije 1952. – 1954. u području sjevernog Grenlanda i sovjetske ekspedicije 1954. – 1955. i 1958. – 1959. Znatan doprinos istraživanjima dao je i sovjetski ledolomac Lenjin (Ленин) na nuklearni pogon, zatim plovidba dvaju američkih podmornica na nuklearni pogon USS Nautilus i USS Skate (1958) te sovjetske podmornice K-3 Lenjinski komsomol (Кит Ленинский Комсомол, 1962.) koje su ispod polarnog leda stigle na Sjeverni pol.

## Vojni značaj Arktika
Vojni značaj Arktika predstavlja novi element u mnogim globalnim geostrateškim procjenama, naročito između najvećih svjetskih sila. Zahvaljujući ogromnim dostignućima u području znanja i tehnike u posljednjem stoljeću, na Arktik se više ne gleda kao na prirodnu barijeru između euroazijskog i američkog kontinenta, već kao na jedno od mogućih strateških područja to kako za djelovanje pojedinih rodova, tako i kombiniranih operacija širih razmjera.

### Do kraja Prvog svjetskog rata
Do Prvog svjetskog rata gotovo sva istraživanja Arktika bila su usredotočena na otkrivanje do tada neispitanih područja radi eksploatacije prirodnih bogatstava, pronalaženje pomorskih puteva, i ispitivanje geografskih, klimatskih, hidroloških i pedoloških uvjeta. Tehnika tog vremena nije bila dorasla savladavanju surovosti prirode Arktika. Sve ekspedicije imale su za cilj, prije svega, otkriti ovaj nepoznati dio svijeta, i uspostaviti što veći broj stalnih i privremenih meteoroloških i znanstvenih stanica. O Arktiku u vojnom smislu skoro se i ne piše; smatralo se da, s obzirom na klimatske i druge uvjete, ne može biti prostora za izvođenje bilo kakvih većih vojnih djelovanja.
Tek kada je u Prvom svjetskom ratu ruska RM počela ispitivati tzv. Sjeverni morski put kako bi ponovno uspostavila pomorsku vezu između europskih i dalekoistočnih područja, a države Antante započele koristi južni pomorski put Arktika da bi u Murmansk i Arkangelsk dopremale vojnu pomoć za rusku vojsku — značaj Arktika u vojnom smislu se povećao. Kako bi to spriječili, Nijemci upućuju u vode Arktika svoje podmornice, što je izazvalo odgovor britanske i ruske RM. Tako Arktik po prvi put dobiva dimenzije pomorskog ratišta, ali za kratko vrijeme. Kopnenih snaga u njemu još nema, a ni zrakoplovstva.

### Međuratno razdoblje
U međuratnom razdoblju gotovo sve priobalne zemlje arktičkog područja (a i neke druge, npr. Italija) nastavljaju intenzivno istraživanje Arktika kako u znanstvenom, tako i vojnom pogledu. U odnosu na ranije razdoblje, uvjeti za to su sada neusporedivo bolji. Već 1921. u SSSR se osniva Pomorski institut za istraživanje Arktika (Пловучий морской научный институт), koji organizira mrežu meteoroloških stanica, počinje radove na Sjevernom pomorskom putu od Murmanska do Vladivostoka i uređenje pristaništa na ušćima sibirskih rijeka. Mreža meteoroloških stanica širi se osobito na Novoj zemlji, Sjevernoj zemlji, Ljahovskom otočju (Ляховские острова) i Wrangelovom otoku. Od 1924. u području Arktika. počinju prvi letovi specijalnih zrakoplova, a ubrzo iza toga formira se i tzv. polarno zrakoplovstvo. Poslije ulaska pomorskog instituta (1932.) u sastav Glavne uprave Sjevernog pomorskog puta (Главное Управление Северного морского пути), cijelo područje Arktika sjeverno od 62°N stavljeno je pod njegovu jurisdikciju. Grupa istraživača, na čelu s Papaninom, uspijeva 1937. postaviti meteorološku stanicu i na jednu ploveću santu u blizini Sjevernog pola, koja je zajedno s meteorološkom stanicom na Rudolfovom otoku (Остров Рудольфа), pomogla sovjetskim pilotima da iste godine izvrše uspješan let preko Sjevernog pola od Moskve do Vancouvera i od Moskve do San Jacinta u SAD-u. Time je i praktično potvrđena teza o kojoj se pisalo u vojnoj literaturi da Arktik za ratno zrakoplovstvo nije nesavladiva prepreka.
Iako se u to vrijeme na Zapadu još nije pridavao veći značaj području Arktika, u SAD-u i Kanadi su, ipak, osnivani posebni instituti za njegovo istraživanje, a u sjevernim područjima Kanade postavljaju se i brojne meteorološke stanice.

### Drugi svjetski rat
U Drugom svjetskom ratu konačno je opovrgnuta ranija pretpostavka o Arktiku kao pustoj i divljoj zemlji, kako se nekada o njemu pisalo. Za SSSR i zapadne Saveznike, Arktik postaje jedna od najznačajnijih prometnih prostora, jer su upravo tim područjem upućivane ogromne količine materija iz SAD-a i Velike Britanije u SSSR (Arktički konvoji). Kako bi to spriječili, Nijemci osnivaju brojne podmorničke baze u sjeverno dijelu Grenlanda, i koriste znatne pomorske i zrakoplovne snage, tako da se Arktik već krajem kolovoza 1941. pretvara u novo ratno bojište od izuzetnog značaja. Oko mnogih konvoja vode se čitave pomorsko-zračne bitke, a korištene snage povremeno su veće nego na drugim pomorskim ratištima.
Na drugoj strani Arktika (na Aljaski i u sjevernim dijelovima Kanade), SAD ubrzano gradi mrežu vojnih meteoroloških stanica te vojnih baze za djelovanja protiv Japana. U bazama na Aleutskirn otocima Aljaski formiraju 2. zrakoplovnu armiju, koja operira ne samo protiv Japana, već i protiv njemačkih uporišta na sjevernom Grenlandu. Do kopnenih operacija većih razmjera, međutim, na Arktiku nije došlo izuzev u Murmanskoj oblasti, ali i tu samo za kraće vrijeme.

### Nakon Drugog svjetskog rata
Iskustva stečena u Drugom svjetskom ratu, kao i razvoj tehnike gotovo u svim područjima, učinili su Arktik novim, potencijalnim bojištem od izuzetnog značaja u svjetskoj geopolitici. Već 1947., SAD uspostavljaju na najsjevernijem dijelu Aljaske (Point Barrow) Arktički laboratorij za mornaricu (The Naval Arctic Research Laboratory), ubrzo iza toga organiziraju posebne centre za obuku vojnika za djelovanje na Arktiku, a počinju i intenzivna ispitivanja radi pronalaženja najpogodnijih tehničkih rješenja u brodogradnji, zrakoplovstvu, amfibijskih vozila, desantnih brodova i sl. za potrebe arktičkog ratovanja. Slične je mjere poduzimao i Sovjetski savez. 

#### Do 1969. godine
Od tog vremena pa do kraja 1969. na području Arktika došlo je do ogromnih promjena. Za manje od 20 godina na Arktiku su izgrađene mnoge vojne baze, u kojima SAD i SSSR imaju jake zrakoplovne, raketne i pomorske snage. Intenzivirana su istraživanja u svim granama i rodovima radi pronalaženja optimalnih rješenja za djelovanja u arktičkom području, a organizirane su i mnoge vježbe i manevri radi praktične provjere upotrebe pojedinih sredstava. Istraživanja su orijentirana u dva pravca : 
1. Osposobljavanje pomorskih komunikacija
2. Razvoj ratne mornarice za potrebe Arktika

##### Mornarica
Dok SAD posvećuju naročitu pažnju osposobljavanju Sjeverozapadnih prolaza, SSSR nastoji na Sjeverni pomorski put učini pomorskom magistralom prvog reda, koristeći zato i ledolomce na nuklearni pogon. Za SAD su Sjeverozapadni prolazi od izuzetnog značaja u vojnom (strateškom) i u ekonomskom pogledu, jer vode duž sjevernih obala Aljaske i Kanade najprije Beringovim prolazom, a zatim prolazom Nares (Nares Strait) i Parryijevim kanalom (Parry Channel). Paralelno s radovima na osposobljavanju pomorskih prolaza, u obje zemlje se poduzimaju mjere za izgradnju takvih plovnih objekata koji će moći plove u području Arktika bez većih teškoća.  
Sredinom 1955. ratna mornarica SAD-a organizira i izvodi arktičku operaciju radi ispitivanja uvjeta za plovidbu kroz vode Arktika ledolomaca, teretnih brodova, tankera, hidrografskih brodova, tegljača, desantnih brodova klase LSD i AKA i dr. Iskustva stečena tom prilikom i kasnije potvrdila su dotadašnje pretpostavke da vode Arktika nisu nepremostiva barijera za pojedine tipove i vrste brodova. Ledolomci npr. mogu probiti ledena polja preko 6 m debljine, a podmornice pomoću šnorkela ugrijanog električnom strujom do 3 m. Nuklearne podmornice su, također, uspješno savladale plovidbu ispod ledenog pokrivača, i sl.  
Prema podacima objavljenim u stranoj vojnoj literaturi može se zaključiti da su pomorske snage SAD-a i SSSR-a uspješno savladale problem kretanja podmornica pod ledom, i da su u vodama (pod ledenim pokrivačem) Arktika našle novo bojište za izvođenje strateških nuklearnih udara. Ističe se da su nuklearne podmornice opremljene ne samo za nanošenje nuklearnih udara, već i za iznenadne napade na polarne komunikacije, daljnje izviđanje, radarsku kontrolu, ophodnu službu i sl. Kako se mogu relativno brzo i lako skrivati ispod leda, mogućnosti za borbu protiv njih su otežane, utoliko više što ne moraju često izroniti kako bi obnovile zalihe zraka. Upotreba površinskih brodova, međutim, još uvijek je ograničena i otežana zbog leda, strmih obala i ledenjaka. Na osnovu toga, u literaturi se zaključuje da pomorske operacije većih razmjera, posebno desantne operacije, u području Arktika teško izvedive, i pored toga što su i SAD i SSSR podigle veliki broj meteoroloških stanica na kopnu, otocima, plovećim santama i brodovima.  

##### Zrakoplovstvo i protuzračna obrana
Paralelno s razvojem pomorskih snaga za djelovanja na Arktiku, SAD su nastavile i s intenzivnom izgradnjom zrakoplovno-raketnih baza u ovom području. Najznačajnije baze ratnog zrakoplovstva (RZ) su koncentrirane na Islandu, Grenlandu, Aljaski i Aleutskim otocima. U sastavu Zapovjedništva Aljaske (Alaskan Command, ALCOM) nalazi se i Zrakoplovno zapovjedništvo Aljaske (The Alaskan Air Command, AAC), odgovorna za protuzračnu obranu (PZO) Aljaske i baze strateškog zrakoplovstva smještene u ovom području. U sastavu PZO-a nalaze se jedinice lovačkog zrakoplovstva i bojne raketa zemlja – zrak. Za otkrivanje protivničkog zrakoplovstva, SAD i Kanada su izgradile čitav sustav radarskih stanica (Distant Early Warning Line, DEW Line), a u tijekom 1963. završeni su i radovi na sistemu za otkrivanje napada balističkih projektila (Ballistic Missile Early Warning System, BMEWS ). Američki bombarderi B-52 s nuklearnim bombama neprekidno su izviđali iznad Sjevernog Atlantika i Arktika.   
SSSR je Arktik, također, smatrao izuzetno važnim područjem zbog svog geostrateškog položaja. Zbog toga mu je pridavao posebnu pažnja i u skladu s time, poduzimao mnoge korake na vojnom planu. Gradi sustav PZO u više crta, uređuje tranzitne baze za opskrbu zrakoplovstva i RM, grade radarske i meteorološke stanice i dr. U zapadnoj vojnoj literaturi sve više se naglašava da su djelovanja strateškog zrakoplovstva i interkontinentalnih vođenih projektila u području Arktika u prvom planu interesiralo SSSR, te da je u tom pravcu i ulagao najveće napore.   

##### Kopnena vojska
Iako se u literaturi koja razmatra vojne probleme vezane za djelovanja u Arktiku ističe da kopnena vojska (KoV) vjerojatno neće biti korišten u većem obimu, podatci koje objavljuju zapadni vojni časopisi pokazuju da se i u pogledu opreme KoV čine napori kako bi se što više prilagodili za djelovanja u ovom području. Vojska SAD-a je npr. konstruirala posebna amfibijska vozila Weasel M 29 Cs i Sno-Freighter sa 6 kotača i elektromotorima na kotačima, koja vuku 6 sanjki s ukupnim teretom do 150 t, a slična vozila ima i kanadska KoV, ali sa 16 kotača i mase 4 t. Na zimskoj vojnoj vježbi 1956. na Aljaski (sudjelovalo je 10,000 vojnika i 5 tenkovskih satnija) ispitivana je ne samo oprema za djelovanja KoV-a na Arktiku već i mogućnosti njezine upotrebe u uvjetima polarne klime. Pokazalo se da oklopne jedinice mogu, bez veće smetnje, djelovati u području Arktika, tenkovi su korišteni i za vuču sanjki od 2 t, a u pogledu opreme za vojnike utvrđeno je da vunena odjeća u kombinaciji s kožom i krznom najefikasnije osigurava tijelo i sprječava suvišno znojenje.   
Prema podacima iz zapadnih publikacija, sovjetska vojska je, također, organizirala specijalne poligone na Uralu u kojima se pripremaju postrojbe za djelovanja na Arktiku. Isti izvori navode da se obuka jedinica izvodi i na temperaturama od -50°C, te da mnoge jedinice sovjetske vojske izvode vježbe preko cijele godine od Beringovog prolaza do Laponije.   
Paralelno s ispitivanjem uvjeta za upotrebu postrojbi KoV-a, u vojskama SAD-a i SSSR-a već nekoliko godina intenzivno se proučava utjecaj arktičke (polarne) klime na čovjeka i izvođenje borbenih djelovanja. Između ostalog, eksperimentima je dokazano da svakim stupnjem ispod 0°C čovjek gubi 2% sposobnosti za akciju ako nije dovoljno naviknut na niske temperature. S tim u vezi, ispitivan je način života Eskima, nakon čega se došlo do zaključka da dnevni obrok vojnika koji žive u arktičkom području treba povećati s 3,000 na 5,000 kalorija, i to prvenstveno šećerom i masnoćama.   

#### Zaključak o ratovanju na Arktiku u doba Hladnog rata
Razmatranja navedenih problema navela su neke vojne autore na zaključak da su i u području Arktika mogućne zajedničke operacije strateških i operativnih razmjera, te da najviše izgleda na uspeh mogu imati kombinirana djelovanja. S obzirom na ogromno prostranstvo Arktika, po mišljenju nekih teoretičara, težište u operacijama biće na RZ i RM, s tim što bi i u jednom i u drugom slučaju odlučujući udar nanosilo raketno i nuklearno oružje. Ukazuje se na značaj zrakoplovno-desantnih djelovanja, i kombinirane akcije KoV-a, RZ-a i RM-a. Smatra se da bi kao polazna osnova za djelovanje mogle poslužiti već postojeće baze, a za samo prebacivanje bi se koristile postrojbe transportnog zrakoplovstva. Glavni operativno-taktički objekti, po mišljenju vojnih analitičara, bile bi prije svega, zrakoplovne i pomorske baze, a zatim radarske i meteorološke stanice, uređaji i rampe za lansiranje nuklearnih projektila, zračne luke, lučka postrojenja i sl.   